# Gironniera rhamnifolia
Gironniera rhamnifolia là một loài thực vật có hoa trong họ Cannabaceae. Loài này được Blume mô tả khoa học đầu tiên năm 1856.